# عصافير الملك
عصافير الملك أو الفصيلة الملكاوية وتسمى أحياناً صائدة الذباب الطاغية (الاسم العلمي: Tyrannidae) هي فصيلة من الطيور تتبع رتبة العصفوريات. وهي فصيلة طيور تتكون من 108 نوع، وهي طيور صغيرة الحجم تعيش في صورة منفردة غير جماعية وتقضي معظم وقتها طائرة في الهواء، ويتراوح طول الطائر ما بين 10 سم، و21 سم والوزن ما بين 6 جم و20 جم ورأس هذا الطائر كبير، وعينه كبيرة بالنسبة للجسم.

## أجناس
- عصفور الملك
- البيوي